# سوني دوف
سوني دوف (بالإنجليزية: Sonny Dove)‏ مواليد 16 أغسطس 1945 في بروكلين، نيويورك - الوفاة 14 فبراير 1983، كان لاعب كرة سلة أمريكي. بدأ مسيرته الاحترافية في سنة 1967. تم اختياره من قبل فريق ديترويت بيستونز خلال الدرافت. بلغ طوله 6 قدم 7 بوصة (2.0 م). حقق المركز الأول في دورة الألعاب الأمريكية 1967. اعتزل اللعب في 1978. لعب مع ديترويت بيستونز وبروكلين نتس.

## الميداليات
| الميدالية | المسابقة                    |
| --------- | --------------------------- |
| ذهبية     | دورة الألعاب الأمريكية 1967 |

## روابط خارجية
- سوني دوف على موقع إن بي أي (الإنجليزية)
- سوني دوف على موقع سبورتس رفرنس (الإنجليزية)
- سوني دوف على موقع كلية كرة السلة في سبورتس رفرنس.كوم (الإنجليزية)
- سوني دوف على موقع ريلجم (الإنجليزية)
- سوني دوف على موقع بروبوليرز (الإنجليزية)